# Die Kreuzen
Die Kreuzen – amerykańska grupa muzyczna, powstała 1981 roku w Milwaukee w stanie Wisconsin. początkowo prezentująca hardcore punk. Grupa występowała w składzie Dan Kubinski (śpiew), Brian Egeness (gitara), Keith Brammer (gitara basowa) oraz Erik Tunison (perkusja). Zespół został rozwiązany w 1991 roku.

## Dyskografia
Albumy
- Die Kreuzen (1984)
- October File (1986, CD included first album)
- Century Days (1988)
- Gone Away (1989, EP)
- Cement (1990)

7" single
- "Cows & Beer" (1983)
- "Gone Away"/"Different ways" (live) (1989)
- "Pink Flag"/"Land of Treason" (1990)
- "Big Bad Days"/"Gone Away" (acoustic) (1991)